# Vinicii
La gens Vinicii, où gens Vinicia est une ancienne gens plébéienne de la Rome antique qui a donné plusieurs consuls sous les Julio-Claudiens.

## Origine
La gens est originaire de Calès.

## Membres
- Marcus Vinicius, (v.-100 - ?), notable de Cales;
  - Publius Vinicius, (v.-80 - ?), chevalier romain;
    - Marcus Vinicius, (v.-60 - ap.14), consul en -19, proconsul d'Asie en -10;
      - Publius Vinicius, (v.-40 - ap.25), consul en 2, proconsul d'Asie;
        - (Vinicia), (v.-15 - ?), épouse de Caius Annius Pollio;
        - Marcus Vinicius, (v.-5 - 46), consul en 30 et en 45;

      - Lucius Vinicius, (? - ap.-17), rhéteur;

  - Lucius Vinicius, (v.-77 - ap.-31), consul suffect en -33;
    - Lucius Vinicius, (v.-50 - ap.-5), consul suffect en -5.

### Vinicii Lucani
Leș Vinicii Lucani sont originaires de Paestum, ils sont membres de la tribu Maecia.
- Aulus Vinicius Lucanus, duumvir quinquenalis de Paestum;
  - Vinicius Lucanus, chevalier romain;
    - Aulus Vinicius Lucanus, (v.150/60 - ?), chevalier romain, patron de Paestum;
      - Vinicia Lucana